# オーストラリアンアイドル
『オーストラリアンアイドル』（Australian Idol）は、オーストラリアのNetwork Tenで放送されていた音楽オーディション番組。ポップアイドルのオーストラリア版。2023年からセブン・ネットワークで復活している。

## 概要
2003年7月27日に放送開始。これまで7名のアイドルが誕生した。決勝はシドニーのFOXスタジオで、決戦大会のシドニー・オペラハウスではアメリカンアイドルを超える演出で、観衆と花火で華を添える。
2010年には、同年に開催予定の英連邦大会中継の関係から放送を見送った。なお、同時期にSeven Networkで『Xファクター』を放送した。

## 出演者
- 司会：アンドリュー・G、ジェームズ・マシソン
- 審査員：マーク・ホールデン、マーシャ・ハインズ、カイル・サンディランズ、イアン・ディクソン

## 歴代優勝者
- シーズン1（2003年）：ガイ・セバスチャン
- シーズン2（2004年）：ケーシー・ドノヴァン
- シーズン3（2005年）：ケイト・デアラウゴ
- シーズン4（2006年）：デミアン・リース
- シーズン5（2007年）：ナタリー・ガウチ
- シーズン6（2008年）：ウェス・カー
- シーズン7（2009年）：スタン・ウォーカー